# Penny Dreadful (film)
Penny Dreadful è un film del 2006, diretto da Richard Brandes.
A causa di un continuo e forte maltempo, la troupe fu costretta a girare il film in mezzo a frequenti tempeste di sabbia e di neve.

## Trama
Dopo aver assistito, da bambina, alla morte della madre in un incidente stradale, Penny ha iniziato a manifestare un'intensa fobia per le automobili. Dopo innumerevoli terapie, la sua psicologa, la dottoressa Volkes, la convince ad intraprendere insieme a lei un viaggio in automobile, allo scopo di sconfiggere definitivamente le sue paure. Il viaggio procede finché, lungo una tortuosa strada di montagna, la Volkes non da un passaggio ad un autostoppista che si rivela un maniaco; è l'inizio di un incubo. Intrappolata in auto e con a fianco il cadavere della psicologa, uccisa dal maniaco, Penny dovrà lottare contro tutte le sue paure per riuscire a sopravvivere.

## Curiosità
Il titolo del film e nome della protagonista si ispirano a quello dalle omonime pubblicazioni del XIX secolo, i penny dreadful.